# Giovanni Battista Castagneto

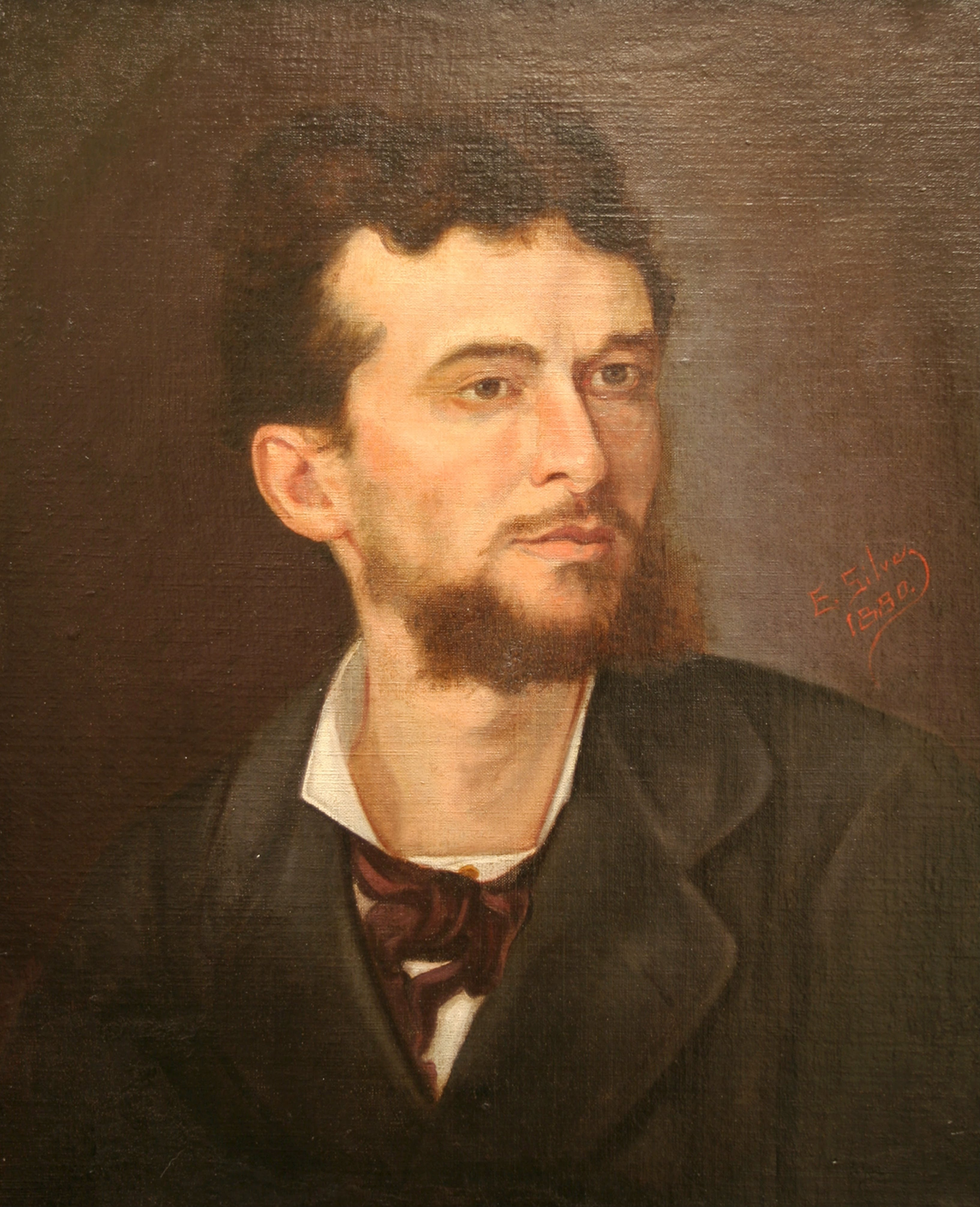
Giovanni Battista Castagneto, Gemälde von Estêvão Silva, 1880

Giovanni Battista Felice Castagneto, auch bekannt als João Batista Castagneto, (* 27. November 1851 in Genua; † 29. Dezember 1900 in Rio de Janeiro) war ein aus Italien stammender brasilianischer Maler, der für seine impressionistischen Darstellungen von Meeres- und Küstenlandschaften bekannt wurde.

## Leben

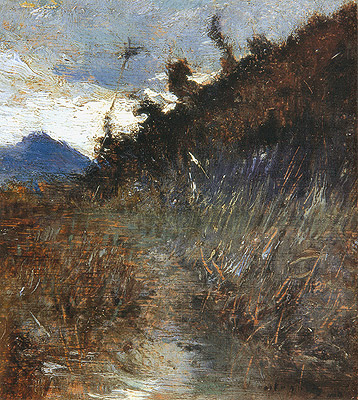
Paisagem, de 1900
Öl auf Leinwand

### Italien und Brasilien
In Italien war Castagneto ein Seemann wie sein Vater Lorenzo Di Gregorio Castagneto, mit dem er 1874 nach Rio de Janeiro kam.
Ob er für Kunststudien in Italien Akademien oder Ateliers besucht hat, ist nicht bekannt.
Er muss aber eine starke Neigung zur Kunst gehabt haben, denn nur so ist zu verstehen, warum er versuchte, in Rio in die Academia Imperial de Belas Artes (Kaiserliche Akademie der Bildenden Künste), kurz AIBA genannt, einzutreten.
Der bekannte Kunstforscher und Biograf des Malers, Carlos Roberto Maciel Levy hat festgestellt, dass Castagneto bereits 23 Jahre alt war, als er 1877 in die Akademie eintreten wollte. Da aber das Eintrittsalter auf 17 Jahre begrenzt war, gab der Vater vor, bereits seit 1862 in Brasilien zu leben und dass Giovanni Battista erst 16 Lebensjahre vollendet habe. So entstand die bis heute angezweifelte Aussage, Castagneto sei im Jahr 1862 geboren. Daher ist er nicht mit nur 38, sondern mit fast 50 Jahren gestorben.
So ließ sich also kein Jüngling, sondern ein ausgewachsener Mann in Brasilien nieder. Wie Prüfungen zeigen, die er in der Akademie ablegte, hatte er einen unsicheren Bildungsstand, der an Analphabetismus grenzte. Dennoch wurde er als Hörer angenommen und konnte die Kurse von 1878 bis 1884 unter anderen bei den Meistern Zeferino da Costa und Victor Meirelles besuchen.
Er wurde von 1882 und 1884 auch von Johann Georg Grimm angeleitet und folgte dem deutschen Landschaftsmaler, als dieser die Akademie verließ und sein Atelier unter freiem Himmel an der Praia da Boa Viagem in Niteroi aufschlug. In der Zwischenzeit assistierte er 1883 João Zeferino da Costa beim Herstellen zweier dekorativer Ausmalungen in der Kirche Igreja da Candelária in Rio de Janeiro.

### „Gruppe Grimm“ und Zeit als Lehrer
Castagneto war ein Mitglied der für die Entwicklung der brasilianischen Malerei bedeutenden Künstlergruppe O Grupo Grimm.
Er unterrichtete Kunst an der Akademie für Kunst und Kunstgewerbe (Liceu de Artes e Ofícios) von Rio de Janeiro und am Lizeum von Niterói. Seine erste eigene Kunstausstellung in Rio de Janeiro hatte er im Jahre 1886.

### Frankreich
1890 reiste er nach Frankreich und hielt sich erst in Paris und dann bis 1893 in der Region der Hafenstadt Toulon auf, um seine Malerei weiterzuentwickeln. Der Maler Frédéric Montenard (1849–1926) empfahl ihm Studien bei dem Maler von Meereslandschaften François Nardi (1861–1936). Im Jahr nach seiner Rückkehr stellte Castagneto seine in Toulon entstandenen Werke in einer Einzelausstellung in der Staatlichen Kunstschule ENBA aus und zeigte sich neben dem ebenfalls aus Italien stammenden José Pancetti bereits als bedeutender Maler von Meeres- und Küstenlandschaften.
Castagnetos Malstil zeigt Einflüsse von der Romantik über den Realismus bis hin zu impressionistischen Zügen.

## Werke
Castagnetos Gemälde befinden sich in Genua, Rio de Janeiro, Paris, Toulon und Santos.

Bilder von Giovanni Battista Castagneto
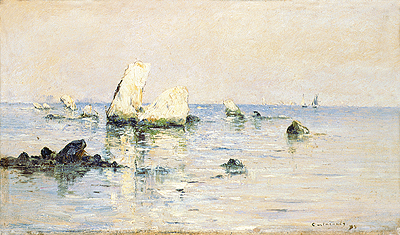
Niterói, marinha com barcos
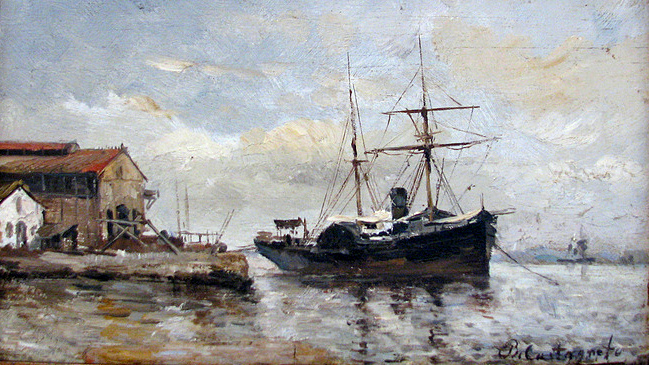
Marinha 1885–86
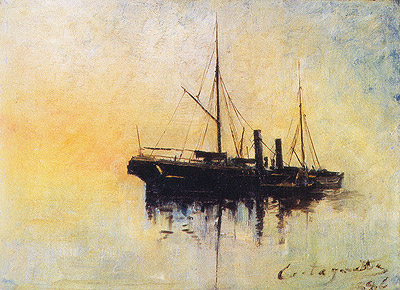
Navio ancorado 1886
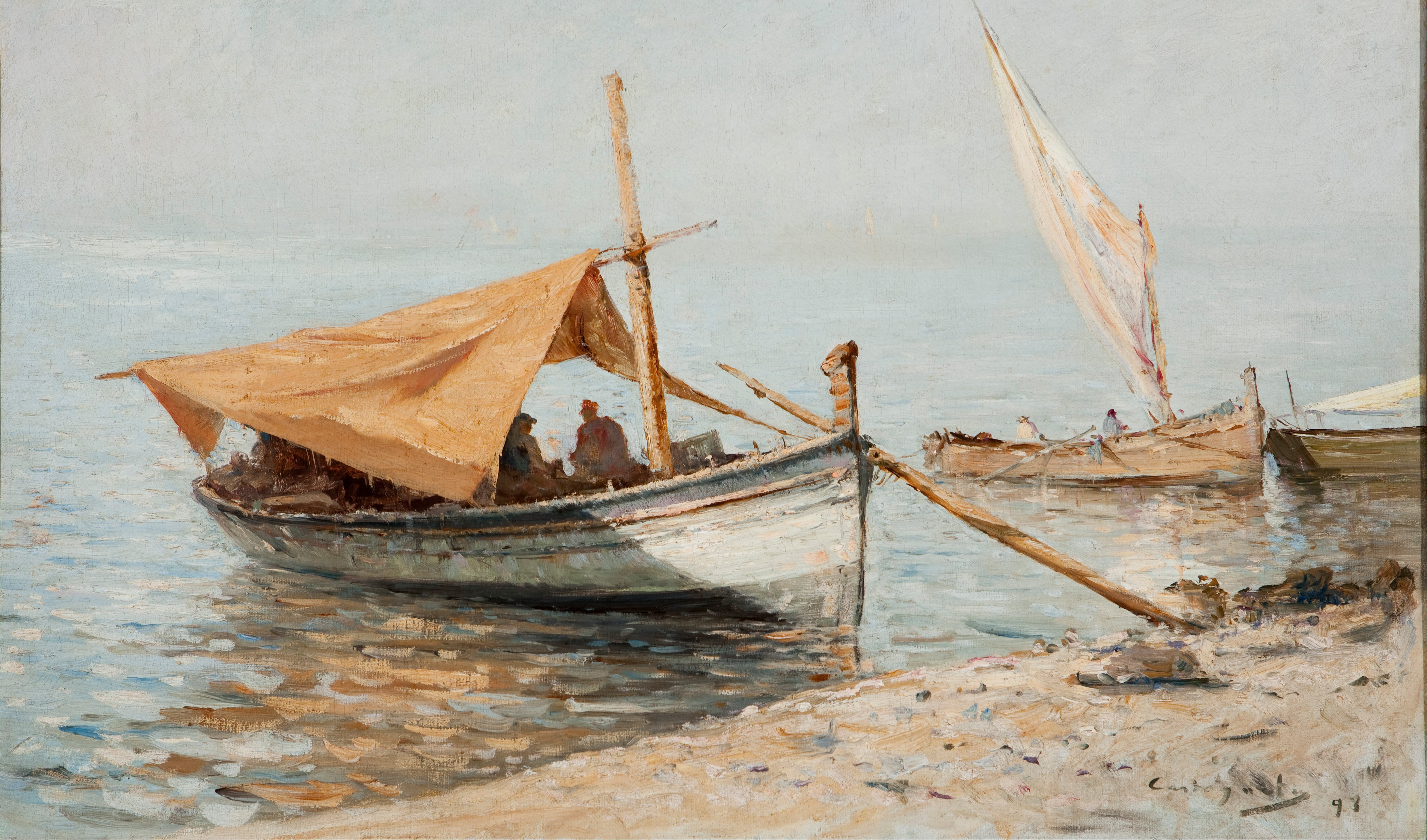
Tarde em Toulon (França) 1893

### Weitere online verfügbare Bilder
Enciclopedia Itaú Cultural
- 28 Werke auf 4 Seiten, S. 1.
- 28 Werke auf 4 Seiten, Folgeseiten 2 bis 4

bolsadearte
- etwa 50 Werke (Memento vom 4. Dezember 2007 im Internet Archive)
- und weitere etwa 35 Werke (Memento vom 21. April 2009 im Internet Archive)

andere
- entresseio.blogspot.com: Vista de Rua em Paris (Memento vom 11. Oktober 2009 im Internet Archive)